# 笹森古墳
笹森古墳（ささもりこふん、笹森稲荷古墳）は、群馬県甘楽郡甘楽町福島にある古墳。形状は前方後円墳。群馬県指定史跡に指定されている。

## 概要

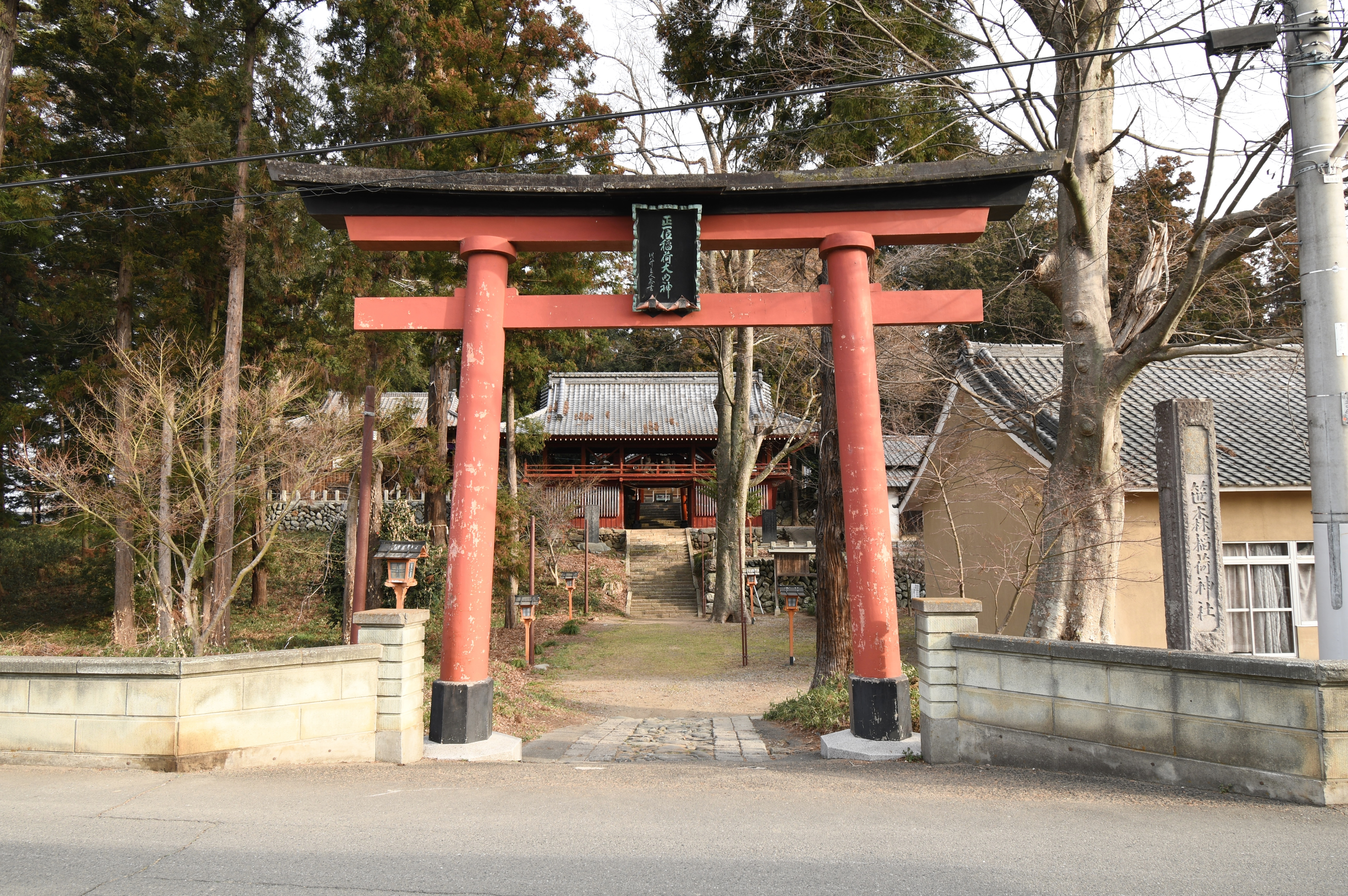
笹森稲荷神社鳥居奥の楼門背後に古墳墳丘・神社社殿が所在。

群馬県南部、鏑川南岸の河岸段丘の上位段丘縁辺に築造された大型前方後円墳である。現在は墳丘くびれ部上に笹森稲荷神社社殿が所在する。これまでに発掘調査は実施されていない。
墳形は前方部が発達した前方後円形で、前方部を西方向に向ける。墳丘は2段築成。墳丘長は約101メートルを測り、鏑川流域では最大級の規模になる。墳丘外表では葺石・埴輪が認められる。また墳丘周囲には盾形の周濠が巡らされる。埋葬施設は後円部における両袖式の横穴式石室で、南方向に開口する。石室全長約16メートルを測る大型石室であり、群馬県内では2番目の規模になる。石室内の副葬品は詳らかでないが、笹森稲荷神社では社宝の五鈴鏡が副葬品として伝わる。
築造時期は、古墳時代後期の6世紀後半頃と推定される。鏑川流域では代表的な盟主的古墳として重要視される古墳になる。被葬者は明らかでないが、彦狭島王とする説や、射狭君とする説などがある。
古墳域は1983年（昭和58年）に甘楽町指定史跡に指定された。現在では石室内部への立ち入りは制限されており、毎年3月第2日曜日の笹森稲荷神社例大祭時のみ公開される。

## 遺跡歴
- 1968年（昭和43年）、石室実測調査[3]。
- 1983年（昭和58年）2月22日、群馬県指定史跡に指定[1]。

## 墳丘

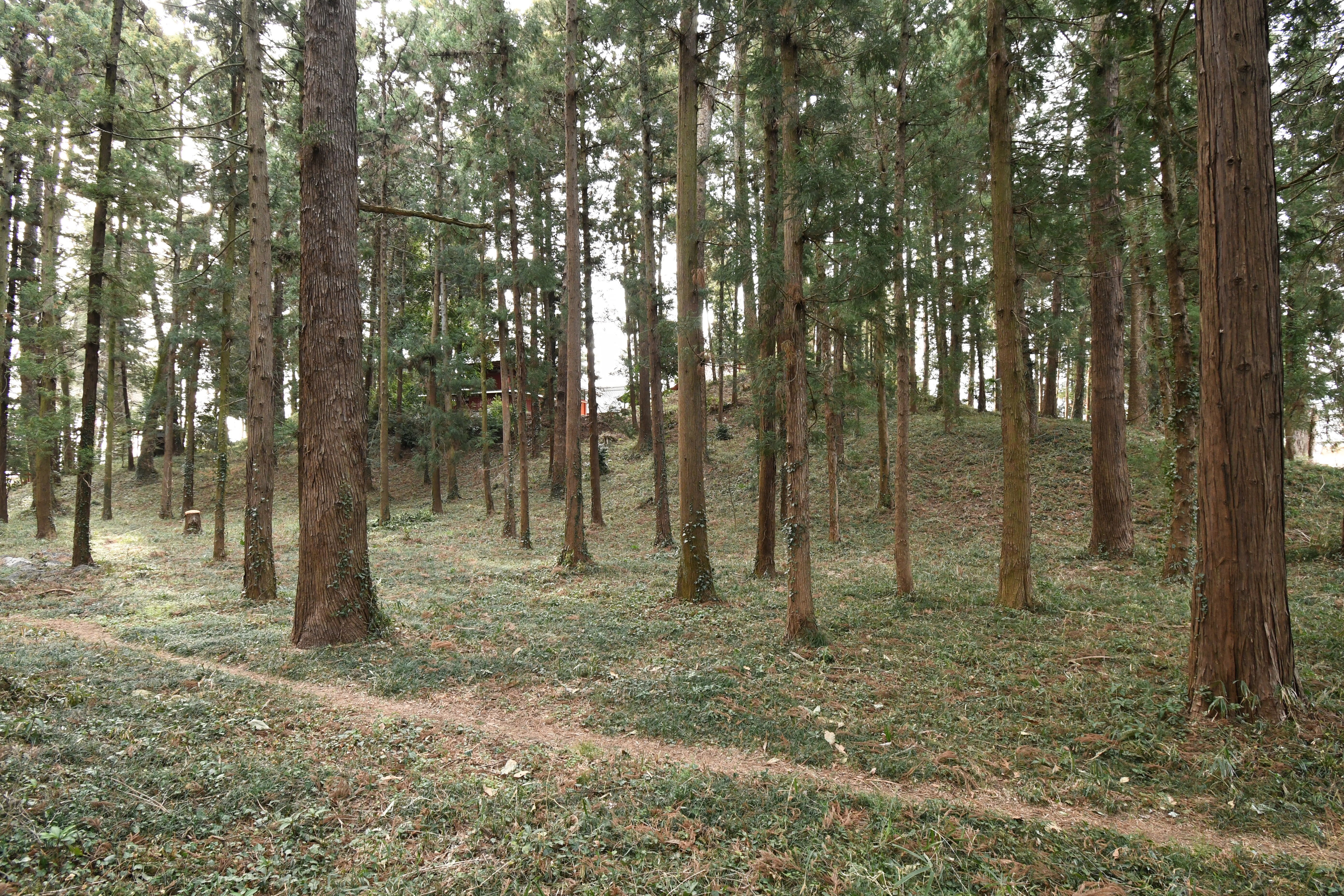
墳丘右に前方部、左奥に後円部。

墳丘の規模は次の通り。
- 墳丘長：約101メートル
- 後円部 - 2段築成。
  - 直径：約60メートル
  - 高さ：約10メートル
- 前方部 - 2段築成。
  - 幅：約61メートル
  - 高さ：約10メートル

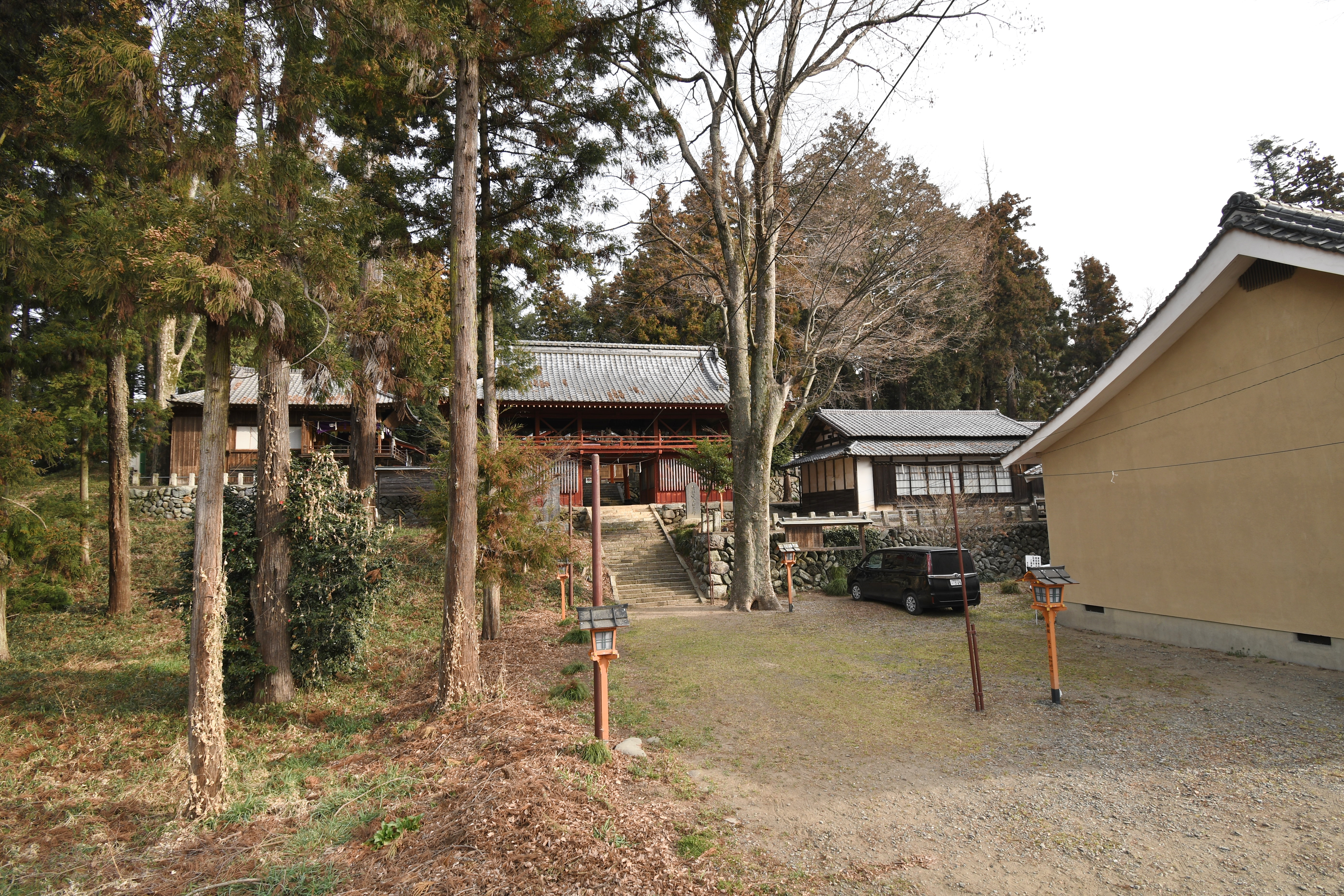
笹森稲荷神社境内 左奥に前方部、右奥に後円部。
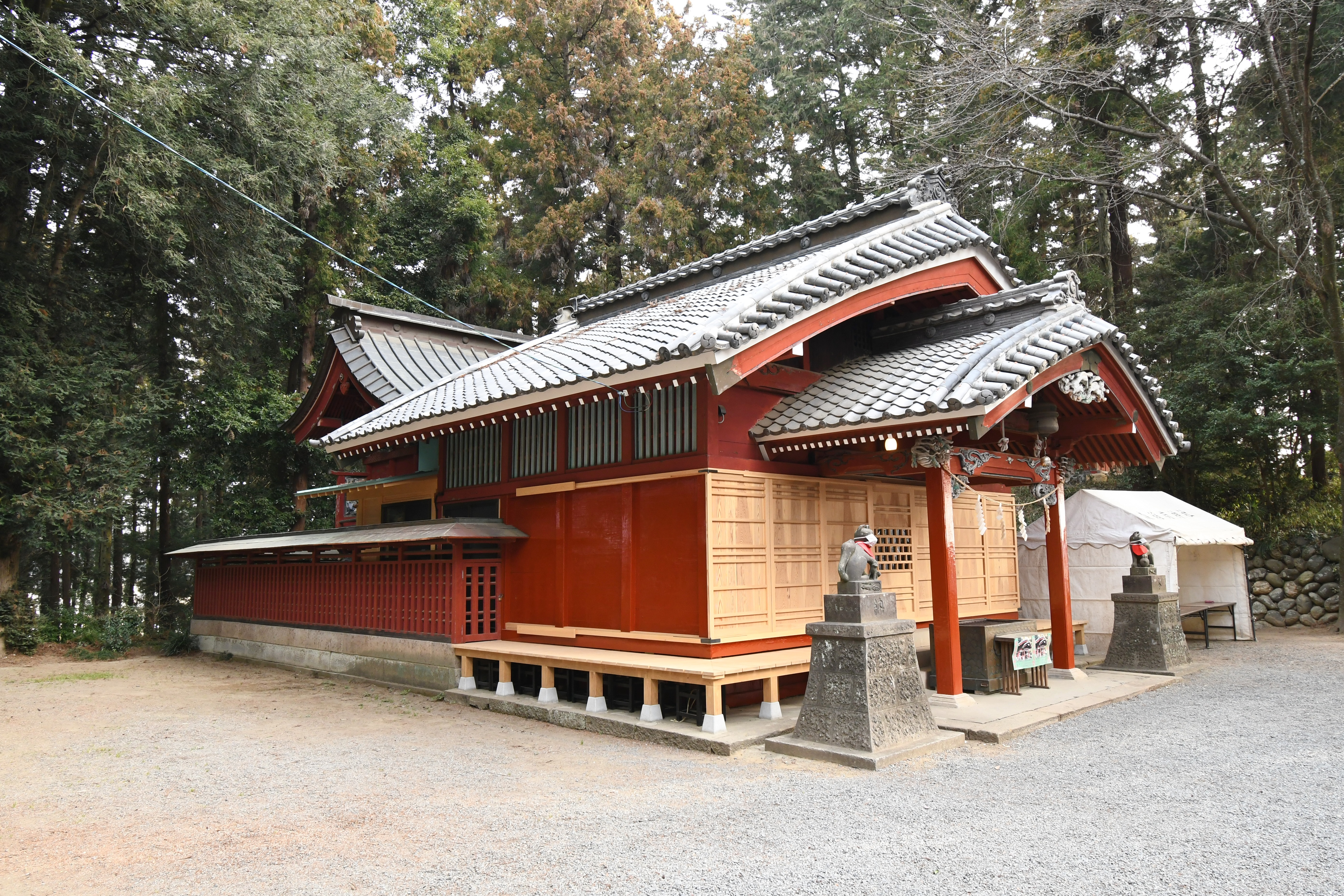
墳丘くびれ部（笹森稲荷神社社殿）

## 埋葬施設

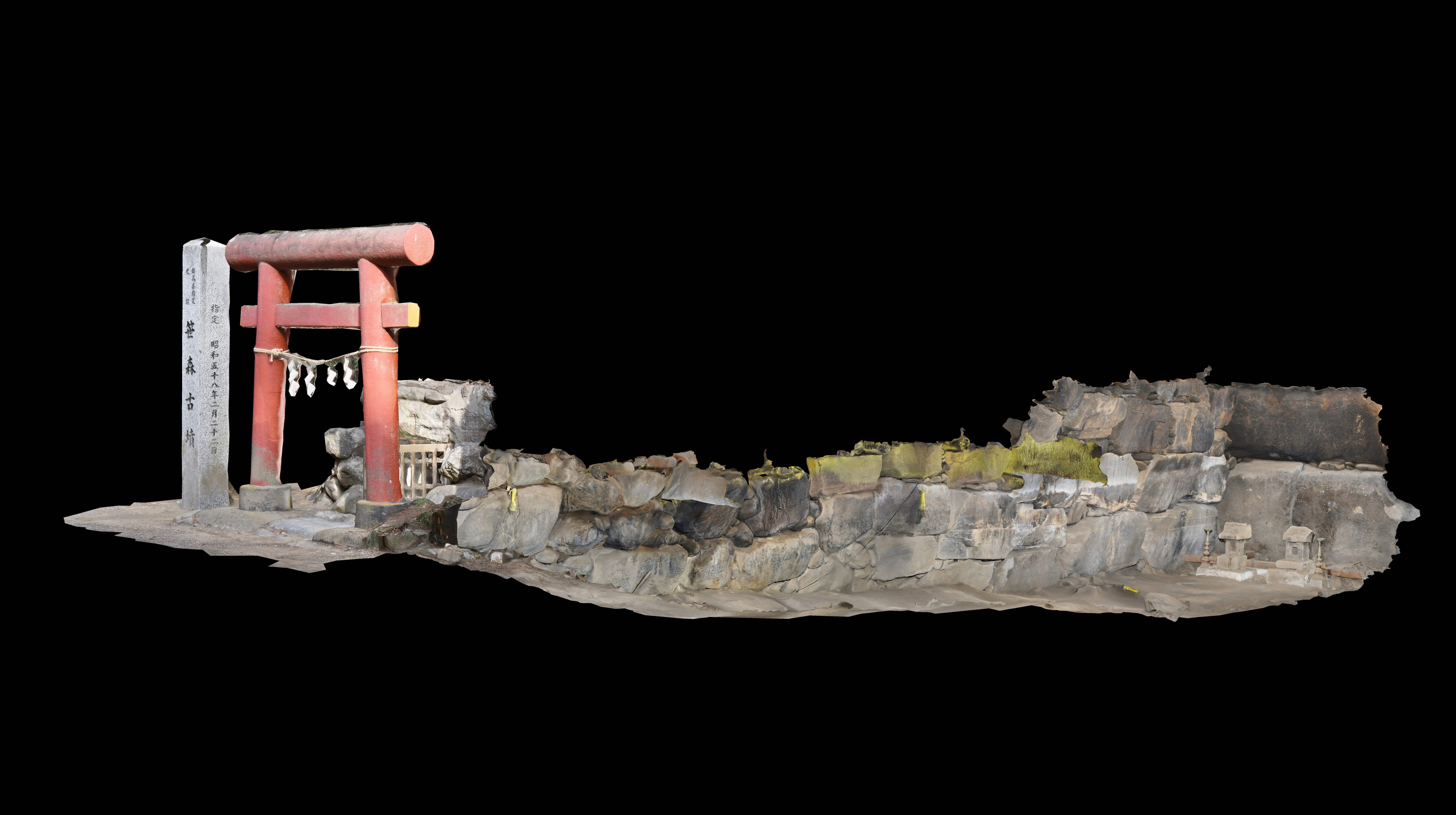
石室パース図

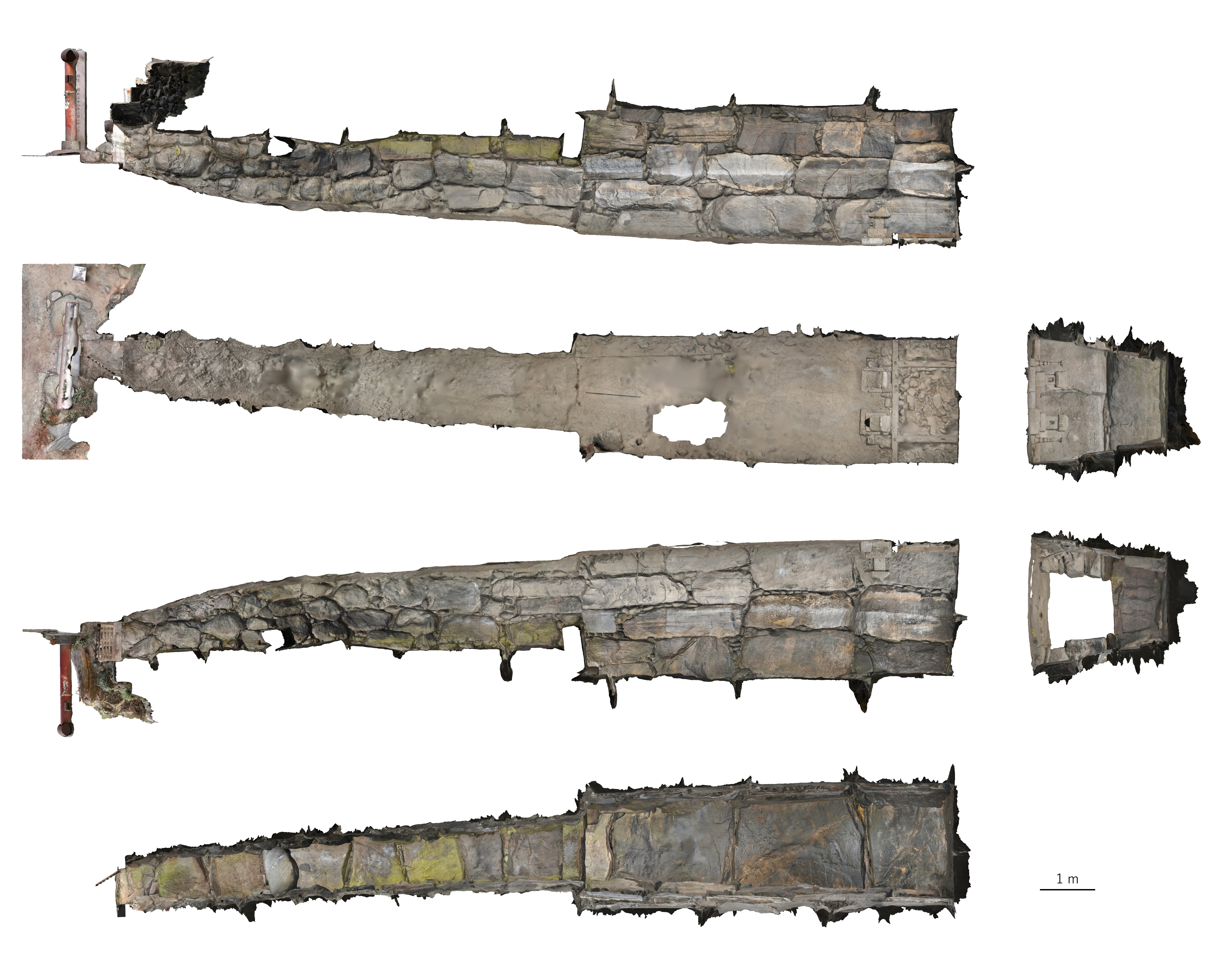
石室展開図

埋葬施設としては両袖式横穴式石室が構築されており、南方向に開口する。石室の規模は次の通り。
- 石室全長：16メートル
- 玄室：長さ7メートル、幅2.3メートル、高さ2.7メートル
- 羨道：長さ9メートル、幅1.3メートル、高さ1.7メートル

石室の石材は凝灰岩質砂岩の自然石である。

石室俯瞰図
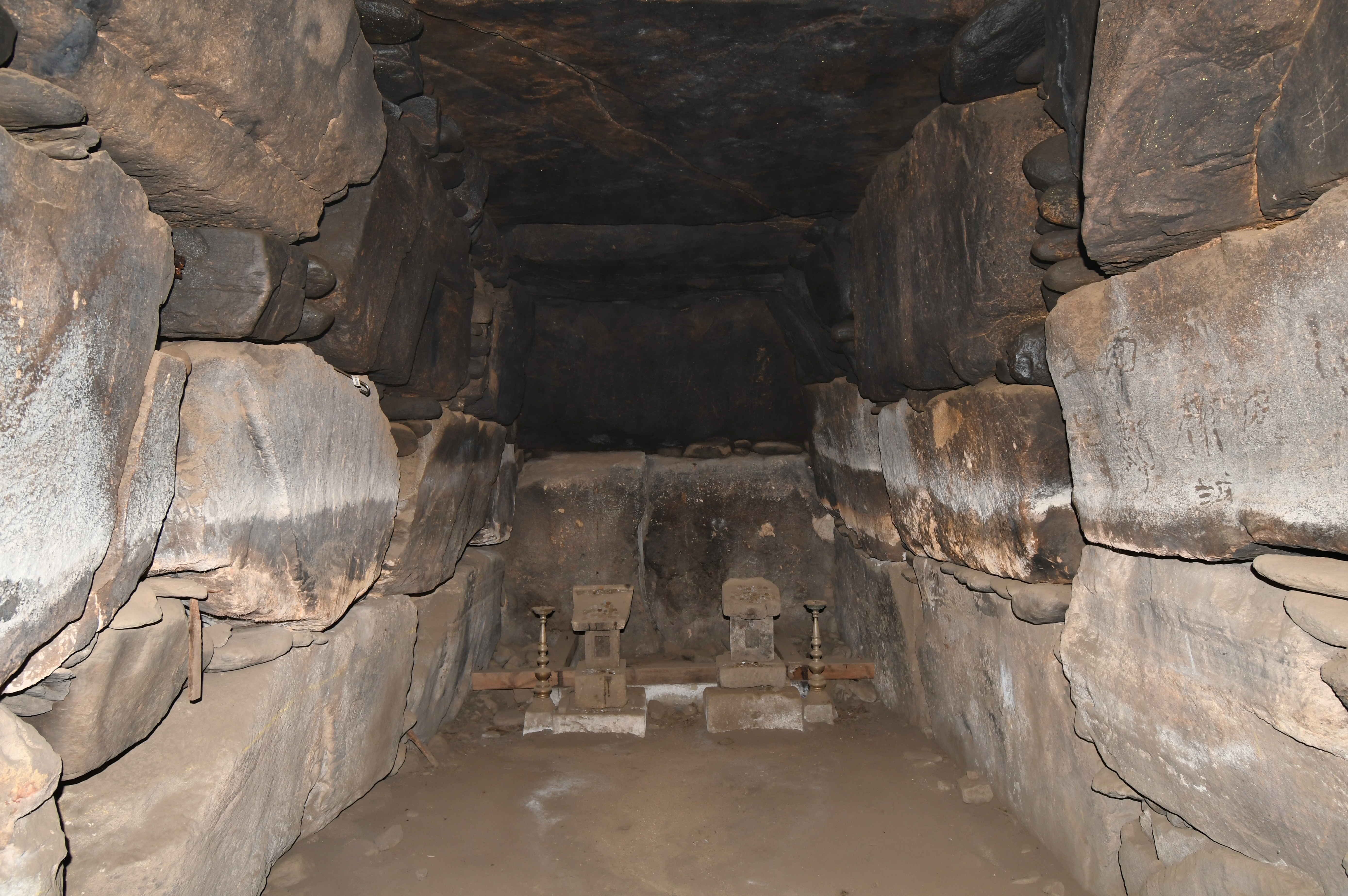
玄室（奥壁方向）
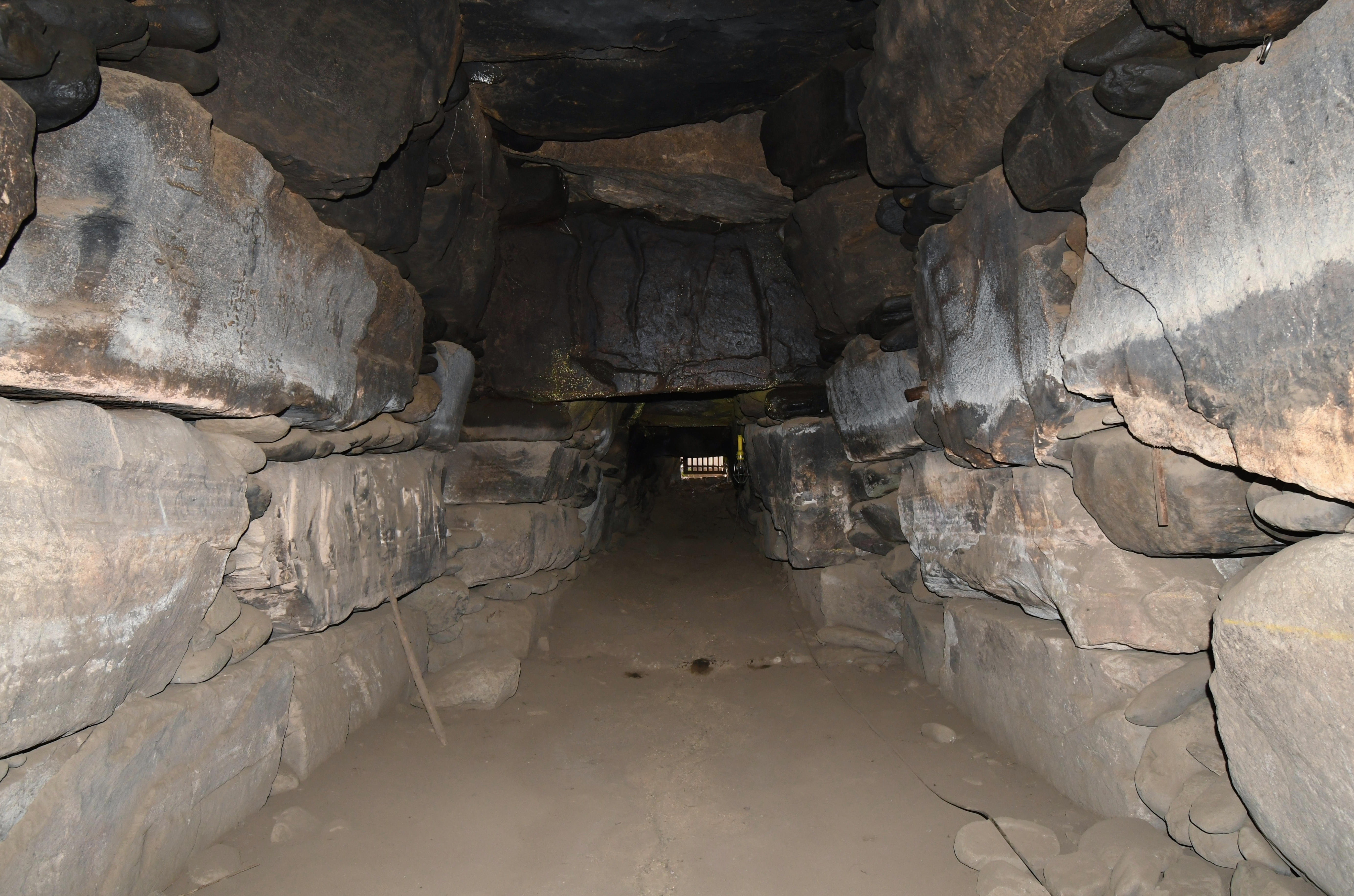
玄室（開口部方向）
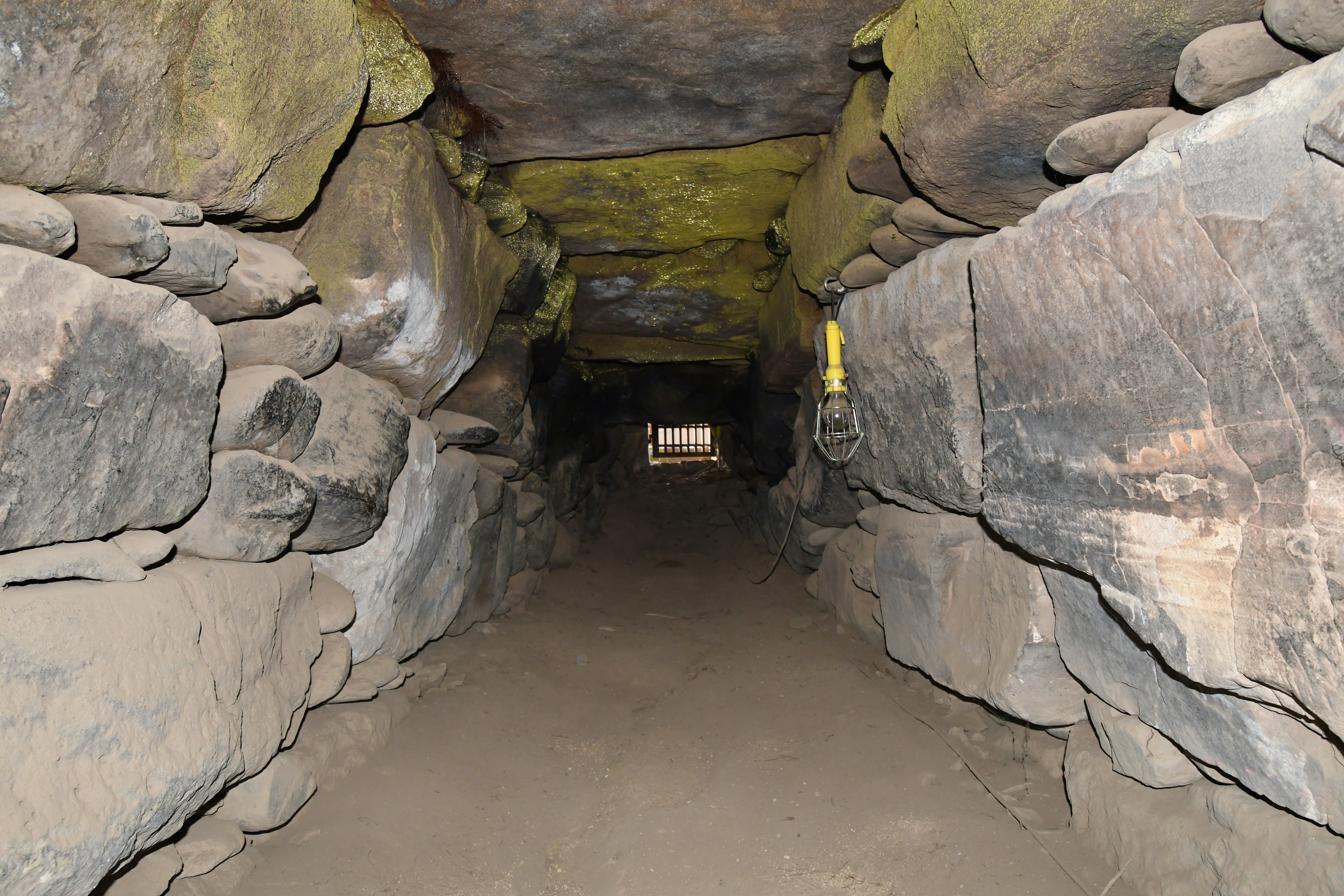
羨道（開口部方向）
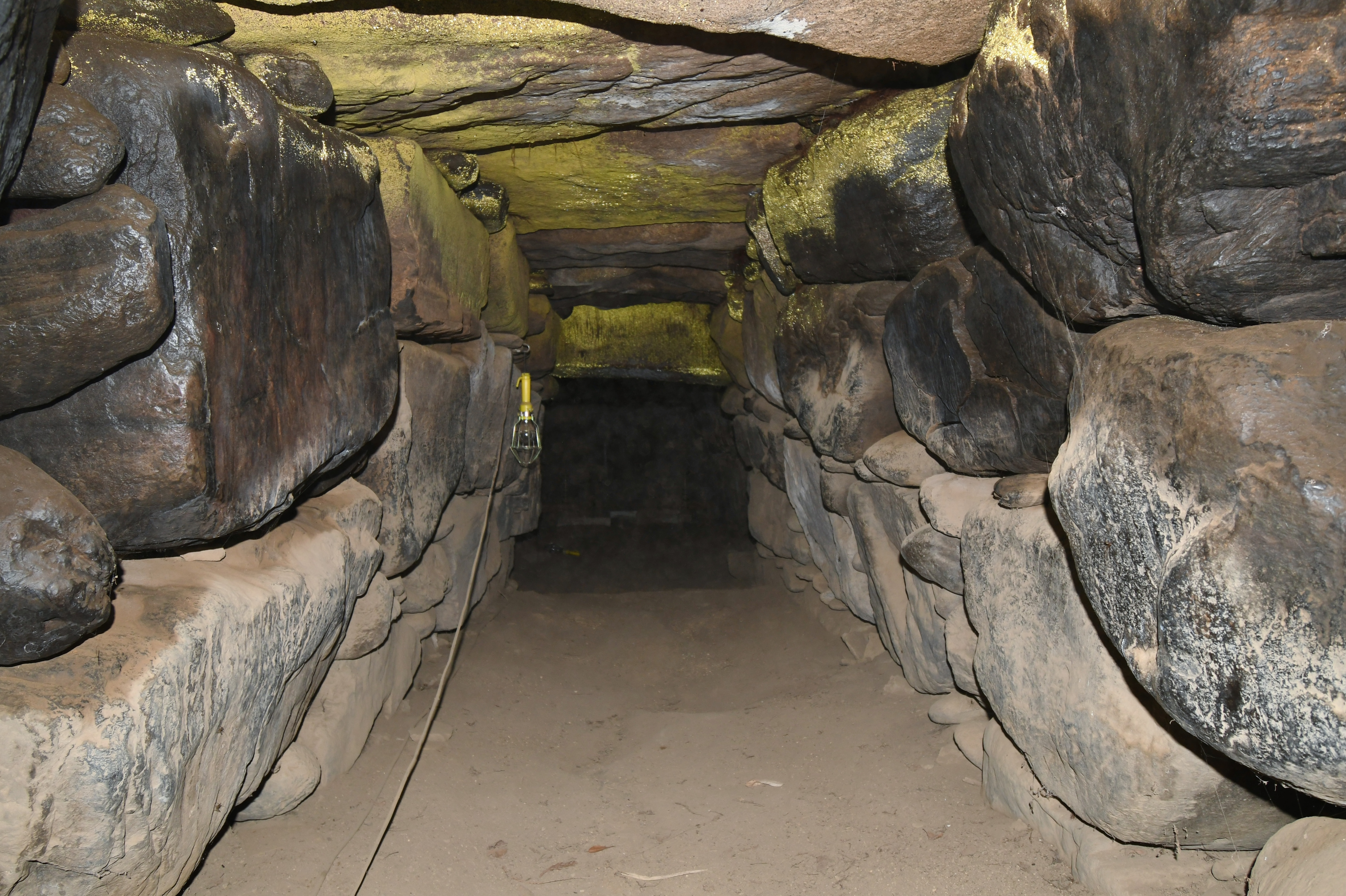
羨道（玄室方向）

## 文化財

### 群馬県指定文化財
- 史跡
  - 笹森古墳 - 1983年（昭和58年）2月22日指定[1]。